# Famille de Sesmaisons
La famille de Sesmaisons est une famille subsistante de la noblesse française d'extraction chevaleresque, originaire de Bretagne.

## Histoire
Cette famille d'ancienne chevalerie, originaire de Bretagne est citée dès le XIe siècle (1057). Elle donna un chevalier croisé en 1248, Hervé de Sesmaisons qui accompagna saint Louis à la croisade.
Elle établit sa filiation depuis Jean, seigneur de Sesmaisons et de La Sauzinière, (trouvé en 1230 et 1250), dont le fils David, bailli d'Anjou, (trouvé en 1293) fut père d'olivier, marié en 1299 à Annor de Derval, dont Jean, chevalier, allié en 1337 à Agnor de Rougé, parents présumés de Guillaume à partir duquel, selon Chérin, la filiation est parfaitement établie.
Elle fut reçue aux Honneurs de la Cour en 1767, 1776, 1777 et 1781.
La famille de Sesmaisons est admise à l'ANF en 1982.

## Généalogie
- Jean I, seigneur de Sesmaisons et de la Sauzinière, chevalier ∞ Macée de Sesmaisons
  - David, seigneur de Sesmaisons et de la Sauzinière, chevalier, grand bailli et sénéchal d'Anjou et du Maine ∞ Marguerite de Champigny
    - Olivier, seigneur de Sesmaisons et de la Sauzinière, chevalier ∞ 1299 Agnès de Derval
      - Jean II, seigneur de Sesmaisons et de la Sauzinière, chevalier ∞ 1337 Agnès de Rougé
        - Guillaume I, seigneur de Sesmaisons et de la Sauzinière, chevalier ∞ 1377 Philippe le Vayer
          - Robert, seigneur de Sesmaisons et de la Sauzinière, chevalier ∞ 1401 Louise de Goulaine et de la Tour-Gosselin
          - x Jeanne de Ramé des Vignes
            - Gilles, seigneur de Sesmaisons et de la Sauzinière, écuyer, gendarme du duc de Bretagne ∞ 1427 Patrice du Chastelier
              - Jean III, seigneur de Sesmaisons, de la Sauzinière, de Kermainguy et de Portechèze, écuyer, chambellan de Pierre de Bretagne ∞ 1450 Thomase de Muzuillac
                - Guillaume II, seigneur de Sesmaisons, la Sauzinière, Kermainguy, la Berrière, Trevaly, Tréambert, etc ∞ Marguerite de Goulaine
                  - Jacques, seigneur de Sesmaisons, la Sauzinière, Kermainguy, la Berrière, Trevaly, Tréambert, etc ∞ 1512 Anne Éder de Beaumanoir
                    - Christophe, seigneur de Kermainguy, Questoir, Tréambert ∞ 1545 Françoise de Brehand
                      - Perrine ∞ Nicolas de Lescouet
                      - Françoise ∞ Amaury de Lescouet, demi-frère de Nicolas ci-avant

                    - François, seigneur de Sesmaisons, de la Sauzinière, de Tréambert, du Perray ∞ 1560 Marguerite Poyet
                      - Christophe, seigneur de Sesmaisons, de la Sauzinière, du Perray ∞ 1595 Françoise de Lesrat
                        - Claude, seigneur de Sesmaisons, de la Sauzinière, du Perray et des Danets, maintenu noble en 1669 sur preuves de 1235, président de la noblesse aux États de Bretagne, chevalier de Saint-Michel (1659) ∞ 1634 Barbe le Bigot
                          - René, seigneur de Sesmaisons, de la Sauzinière, de Portechèze, etc., ∞ 1668 Judith Huteau
                            - Charles, marquis de Sesmaisons, seigneur de Sesmaisons, la Sauzinière, Malleville, Portechèze, la Caillière ∞ 1701 Cécile du Pé d'Orvaux
                              - Marie-Louise ∞ 1721 Louis-François de Bruc de Montplaisir, marquis de la Guerche

                            - ∞ 1705 Julie le Pennec, dame de Lesnerac, Escoublac, Trevecar, Boisjollan
                              - Claude-François (1709-1779), marquis, lieutenant-général des armées du roi (1767) ∞ 1743 Marie-Gabrielle-Louise de la Fontaine-Solare
                                - Claude-François-Jean-Baptiste-Donatien (1749-1804), comte de Sesmaisons, maréchal des camps et armées du Roi ∞ 1778 Renée-Modeste Goyon de Vaudurant
                                  - Claude-Louis-Gabriel-Donatien de Sesmaisons (1781-1842), militaire et homme politique de la Manche, comte de Sesmaisons, ∞ 1805 Anne Dambray (°1786)
                                    - Marie-Charles-Donatien-Yves (1805-1867), marquis ∞ Charlotte de Choiseul Beaupré (1813-1885)
                                      - Yvonne-Louise-Françoise-Caroline (1834-1911) ∞ 1856 Adrien Ruinart de Brimont, comte de Formello (1832-1885)
                                      - Hervé-Edgar-Marie-Louis de Sesmaisons (1844-1920), comte, ministre plénipotentiaire

                                    - Marie-Charlotte-Hermine (1806-1867), comtesse ∞ 1824 Toussaint-Jean-Hippolyte, marquis de Cornulier (1789-1862), lieutenant-colonel de cavalerie
                                    - Marie-Armelle-Charlotte (°1814)
                                    - Marie-Charlotte-Similienne (1817-1897)
                                    - Marie-Charlotte-Céleste-Maclovie (1820-1890)

                                  - Marie-Camille-Adélaïde-Céleste (°1783) ∞ 1802 Antoine de Giverville de Saint-Aubin , chevalier de Saint-Louis

                                - Louis-Henri-Charles-Rogatien (1751-1830), vicomte de Sesmaisons, lieutenant-général, ∞ 1776 Paule-Mélanie de Laverdy
                                  - Louis-Humbert de Sesmaisons (1777-1836), militaire et homme politique français ∞ le Loup de Chasseloir, sans descendance.
                                  - Claude-Gabriel-Clément-Rogatien (1779-1864), comte, maréchal de camp ∞ 1806 Alphonsine Savary de Lancosme
                                    - Rogatien-Louis-Olivier (1807-1874), officier de cavalerie, conseiller général de la Loire-Inférieure ∞ 1833 Ernestine Terray (1812-1891)
                                      - Claude-Marie-Rogatien de Sesmaisons (1835-1920), marquis, général de division, conseiller général de la Loire-Inférieure
                                        - Donatien (1864-1931), officier ∞ Marguerite Guibourd de Luzinais (°1860)
                                          - Olivier de Sesmaisons (1894-1967), député de la Loire Atlantique, maire de La Chapelle sur Erdre ∞ 1921 Yolaine Dufresne de La Chauvinière

                                      - Jean de Sesmaisons (1846-1913), général de brigade.

                                    - Marie-Thérèse (+1864) ∞ 1840 Jean de Bernard de La Fosse (1805-1877)
                                    - Louis-Robert (1809-1873) ∞ Cécile de Kergorlay (1807-1883)
                                    - Alphonsine-Modeste-Paule-Rogatienne (1810-1838) ∞ Thomas Hyppolite, marquis de Lambilly (1796-1876)
                                      - Humbert-Henry de Lambilly (1832-1871), lieutenant-colonel, mort pour la France

                                  - Pierre-Louis-Gabriel (1785-1850), lieutenant-colonel de cavalerie, chevalier de Saint-Louis.
                                  - Elisabeth-Marie-Modeste (1783-1855) ∞ Henri, vicomte de la Tour du Pin-Chambly de la Charce (1783-1866), chevalier de Saint-Jean

                                - Anne-Marie-Sidonie-Charlotte (°1753), religieuse

                              - Louis-Jules (°1712)
                              - Marie-Camille-Adélaïde (°1710) abbesse de Bisval, puis Saint-Nicolas de Pontoise
                              - Françoise-Julie (°1722) ∞ comte d'Andigné

                            - René (✝1742), abbé de l'église collégiale Notre-Dame de la Grande, vicaire général de Poitiers, aumônier du roi de 1723 à 1731, prieur de Saint-Étienne de Pardailhan, abbé commendataire de Saint-Clément de Metz, évêque de Soissons, abbé de Notre-Dame de Ham

                          - ∞ Guyonne des Champs-Neufs
                            - Renée ∞ 1703 Christophe de Coutances, écuyer, seigneur de la Celle et de la Bouvardière
                            - Guyonne

                          - Françoise ∞ 1655 Gui-Urbain de Laval, marquis de Laval-Lezay et de la Plesse
                          - Angélique, fille d'honneur de la Reine, ∞ 1666 Isaac Huchet de la Bédoyère, seigneur de Plessis-Cintré, la Hidouze, Kerbignet
                          - Perrine ∞ 1665 Hilarion de Sesmaisons, chevalier, seigneur de Trevaly, son cousin

                        - Françoise ∞ François de la Bourdonnaye, seigneur de Liré, conseiller au parlement de Rennes
                        - Marie ∞ Gilles Poessau, écuyer

                      - Jean, écuyer

                    - ∞ Françoise Fergeon
                      - François, seigneur de Tréambert, Guerdouze, Trevaly, la Ville-au-Chat, Villeneufve, Keruet ∞ 1616 Renée de Kermeno
                        - Hilarion, chevalier, seigneur de Trevaly, Keruet, etc ∞ 1665 Perrine de Sesmaisons de la Sauzinière, dont descendance
                        - René, chevalier, seigneur de Tréambert, Villeneufve, etc ∞ Juchault de Blottereaux
                          - Renée, dame de Tréambert ∞ Jean-Baptiste II de Bec-de-Lièvre, seigneur de la Brunelays (✝1736)

                        - Jean-Baptiste,  commandeur du Blizon, Coudrie et Puyravaux et des membres dépendants dont L'Épinat et Villejésus; chevalier, commandeur et bailli de l'ordre de Malte
                        - Françoise ∞ 1652 Charles du Rochier, seigneur de Lestier et de Beaulieu

                      - Louis, seigneur de la Menautière et de Lisle, auteur de la branche d'Anjou (1667)
                      - Françoise ∞ René Pitard, seigneur de la Pitardière

                  - Françoise ∞ Thibault, seigneur de La Roche-Brehand et de Laeney-Baudouin
                  - Madeleine ∞ Jacques de Geruth, écuyer, seigneur du Vivier et de la Sangle

                - Françoise ∞ 1492 Vincent de Herlet

              - François
              - Perrine ∞ Pierre le Bel, seigneur de la Chartière; x Jean du Cellier (✝1484)

            - ∞ 1438 Catherine de Clerbaut
            - Jean,  abbé de Saint-Sauveur de Redon en 1439

          - Jean, écuyer du corps et de la chambre de Jean de Bretagne
          - Olivier

        - Jean

      - Guillaume

  - ∞ Olive de Thoiré
  - Matheline ∞ Geoffroi Dève, le jeune (✝1265)

## Personnalités
- Claude-François-Jean de Sesmaisons, maréchal de camp le 10 février 1797.
- Donatien de Sesmaisons (1781-1842), gentilhomme de la Chambre des pairs, grand d'Espagne par Cédule de 1826, substitué par ordonnance de 1823 à la pairie héréditaire de son beau-père.
- Rogatien Louis Olivier de Sesmaisons (1797-1874), militaire et homme politique français
- Yolaine de Sesmaisons (1898-1977), née Dufresne de La Chauvinière, résistante.
- Donatien de Sesmaisons, maire de La Chapelle-sur-Erdre de 1971 à 1989, vice-président du Conseil général de la Loire-Atlantique.[réf. nécessaire]
- Yves de Sesmaisons (1925-2014), général, président de l'Association nationale des Anciens prisonniers internés déportés d'Indochine.

## Galerie

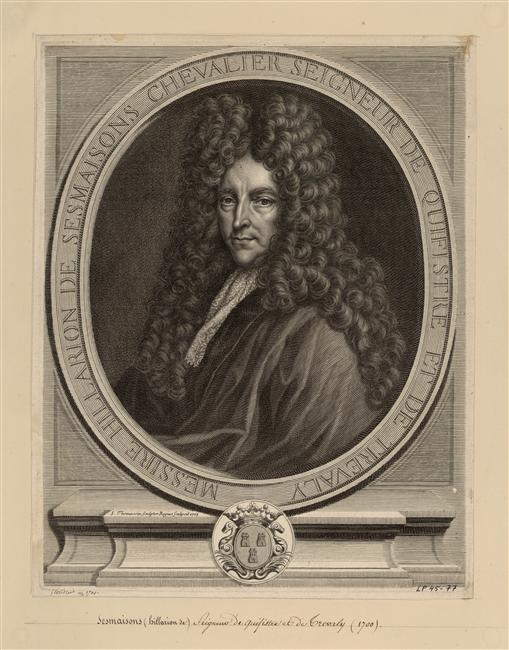
Hilarion de Sesmaisons.
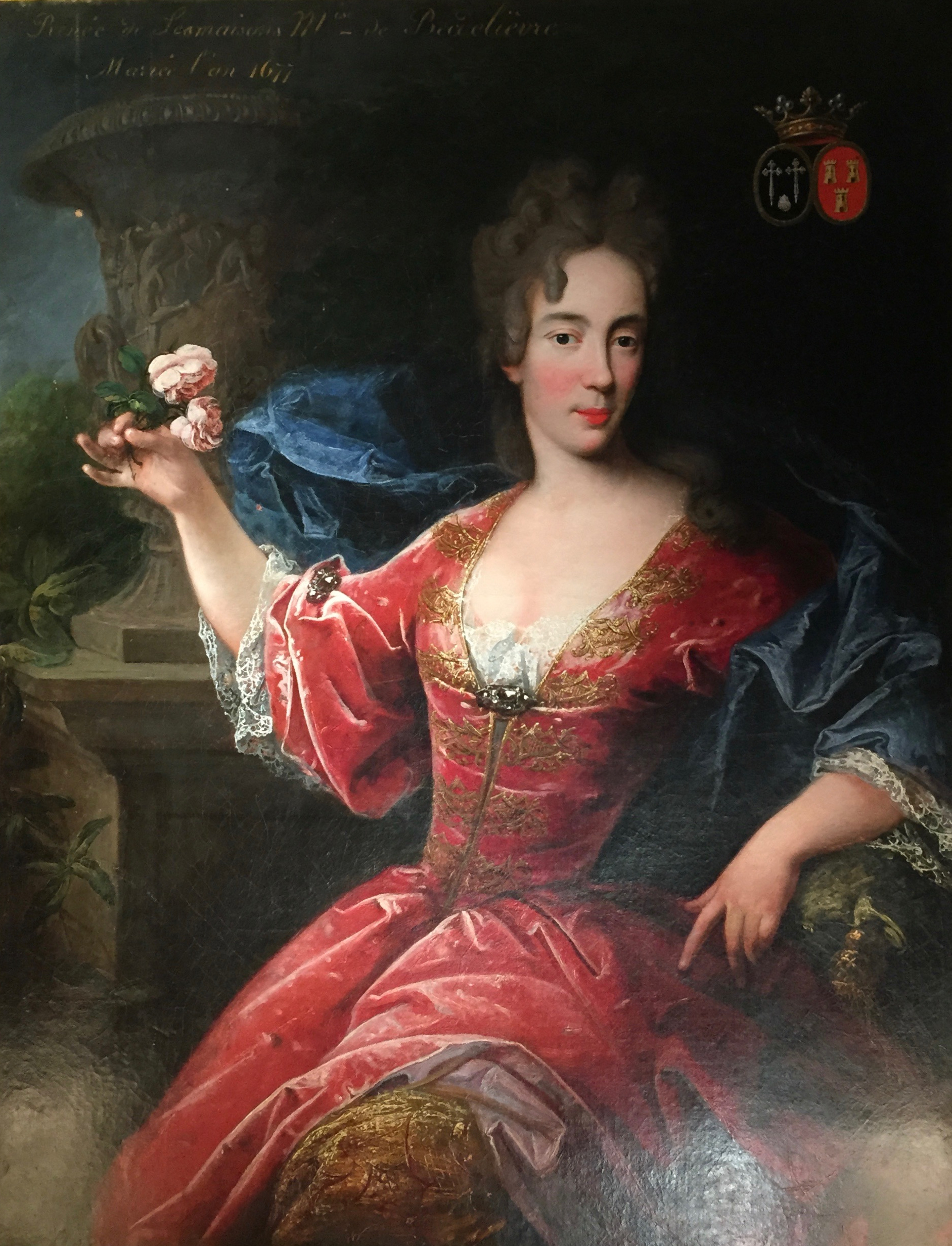
Renée de Sesmaisons, marquise de Becdelièvre, mariée en 1677, par Mignard.
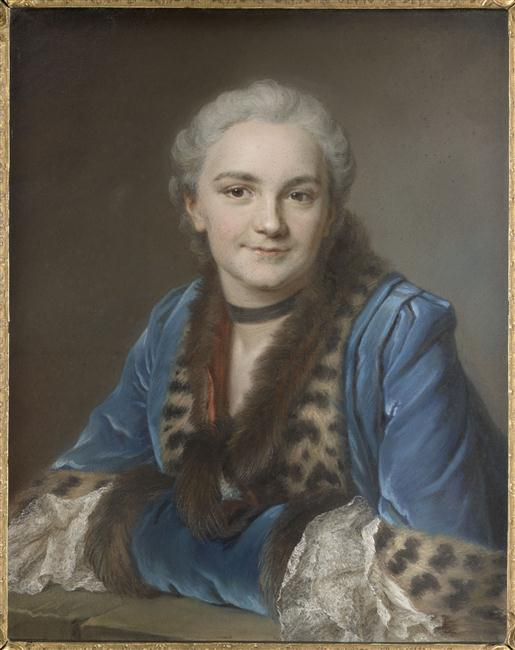
Marie-Gabrielle-Louise de La Fontaine Solare de La Boissière, marquise de Sesmaisons.
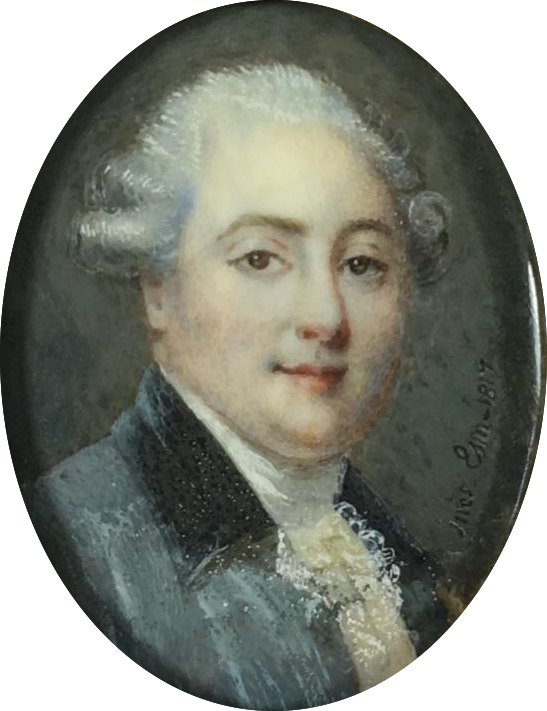
Claude François Jean-Baptiste Donatien de Sesmaisons (1748-1804), miniature d'Inès Esménard.
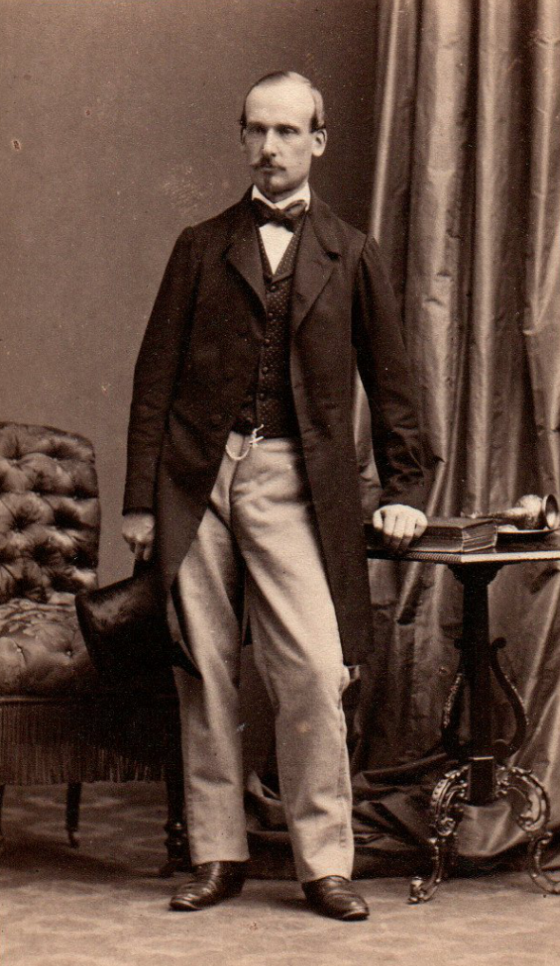
Le vicomte de Sesmaisons.
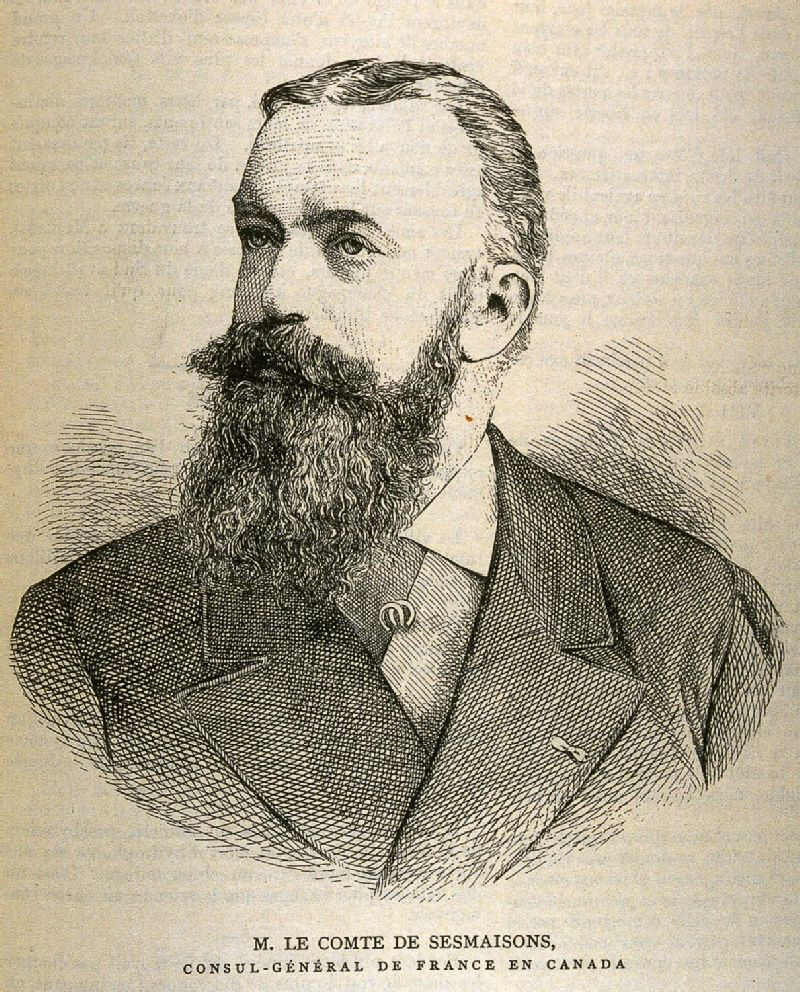
Le comte de Sesmaisons, consul général de France au Canada.
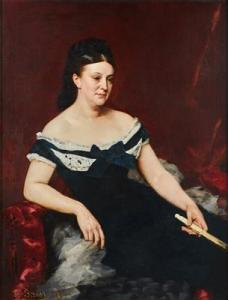
Marie Louise Caroline Yvonne de Sesmaisons.

## Armes & titres
De gueules à trois maisons d'or posées 2 et 1.
- Pair de France héréditaire le 5 novembre 1827[3].
- Baron-pair par lettres du 11 juin 1830[3].
- Grand d'Espagne par Cédule de 1826[3].
- Porte les titres de courtoisie de marquis et comte de Sesmaisons[2].

## Alliances
Les principales alliances de cette famille sont : 
de Derval, de Rougé, de Muzillac, Juchault de Blottereau, de Becdelièvre, de La Bourdonnaye (1686), de Goulaine, Eder de Beaumanoir, de Bréhan, de Lesrat, de Beauvau, de Laval-Lezay, Huchet, Huteau, Le Pennec d'Escoublac, de Coutances, du Pé d'Orvault, de Bruc de Montplaisir, d'Andigné, de La Fontaine Solare de La Boissière, de Gouyon de Vaudurand, Dambray, de Cornulier, de Choiseul-Beaupré, Ruinart de Brimont, de Chabrol-Chaméane, de Durfort Civrac de Lorge, Le Forestier d'Osseville, Dentend, de Laverdy de Gambais, Le Loup de Chasseloir, de La Tour du Pin Chambly de La Charce, de Savary de Lancosme, de Kergorlay (1947), Terray, de Faucigny-Lucinge, de Lambilly, Prévost de Sansac de Touchimbert, de Villoutreys de Brignac (1923), de Simard de Pitray, , Guibourd de Luzinais, de Maurès de Malartic, de Lespinay, de Louvencourt, de Truchis de Varennes, Le Cardinier de Kernier, de Cosnac, Budes de Guébriant, Serot Alméras Latour, de Guigné, de Kermoysan, de Lacoste de Laval, d'Harcourt, de Benque.